# Takashi Mizuno
Takashi Mizuno, född 28 april 1931 i Japan, är en japansk tidigare fotbollsspelare.